# Estació de Súria
Súria és una estació ferroviària de mercaderies de Ferrocarrils de la Generalitat de Catalunya (FGC) a la vila de Súria, a la comarca del Bages, posada en servei l'any 1924 per l'antiga Compañía General de los Ferrocarriles Catalanes S.A. (CGFC). És l'estació terminal de la línia procedent de Manresa, i on es carreguen els trens de mercaderies d'FGC amb sals potàssiques i en el futur sal vacuum, per a transportar-lo al port de Barcelona.

## Història
Després de la creació l'any 1919, i de la integració de les tres companyies que explotaven els ferrocarrils a partir dels quals va formar la seva xarxa, la Compañía General de Ferrocarriles Catalanes (CGFC) va endegar un ampli programa de construcció de noves línies i d'ampliació del parc de material rodant. Un dels projectes era poder disposar d'un accés directe a les instal·lacions mineres de Súria, on diverses empreses explotaven concessions de sals potàssiques.
Amb aquesta finalitat, l'any 1918 la societat belga Solvay & Cie, amb interessos miners i industrials a la zona, va obtenir la concessió d'una nova línia de ferrocarril industrial entre Manresa i Súria. Degut a les grans inversions que feia la CGFC, la Junta General d'accionistes del 14 d'octubre de 1921 va decidir ampliar el capital social de l'empresa. Finalment, només va trobar un subscriptor d'aquesta ampliació, que va ser la societat Solvay & Cie, que va aportar 10 milions de pessetes. Una part d'aquest pagament no va ser en diners, sinó per l'aportació de la concessió, obres i instal·lacions de la línia de Súria. L'escriptura de traspàs es va signar el 16 d'octubre de 1922. L'1 de març de 1923, la CGFC va sol·licitar la conversió de la concessió de ferrocarril miner a ferrocarril secundari de servei públic, atorgant-li la nova concessió el 6 de maig de 1924. La línia, inclosa l'estació de Súria, va ser inaugurada poc després, el 13 d'agost de 1924.
La nova línia acabava a l'estació de Súria, situada al sud-est de la vila i a una mica més d'un quilòmetre de distància del centre urbà. Des de la inauguració, un apartador situat al nord de l'estació arribava fins a les instal·lacions de Minas y Potasas de Súria (MPS, filial de Solvay), on es carregava el mineral en els vagons. Aquest apartador continua en servei avui en dia. Pel costat sud va haver-hi un altre apartador, de l'empresa Unión Española de Explosivos (UEE), on es carregaven les sals potàssiques procedents de la mina de Cardona, transportades fins aquí mitjançant un cable aeri de gairebé dotze quilòmetres de longitud. Aquest apartador es va construir entre 1928 i 1929, tot i que el cable aeri no va estar completament operatiu fins a l'any 1930.
Malgrat que la construcció era motivada per les necessitats industrials, des de la posada en servei l'any 1924 i fins al 1939 també va rebre trens de viatgers regulars, que enllaçaven amb les que anaven cap a Barcelona a l'estació de Manresa Alta.
L'any 1969 va deixar de funcionar el cable aeri d'UEE procedent de Cardona. Malgrat que el mineral encara es transportava en camions fins a l'estació de Súria, l'apartador d'UEE va quedar sense servei poc després.
Davant les pèrdues econòmiques arrossegades durant els exercicis de 1975 i 1976, i malgrat els plans de modernització d'instal·lacions i material, la CGFC va renunciar a l'explotació de les seves línies, inclosa aquesta, que varen passar a mans de l'empresa pública FEVE des de l'1 de gener de 1977. Aquest fet es va produir en el període de transició de la dictadura franquista a la democràcia. El 29 de setembre de 1977 es va restaurar la Generalitat de Catalunya, i seguidament començaren les transferències de competències. Entre aquestes, les dels transports dins de la comunitat autònoma el 28 de juliol de 1978. Les línies de l'antiga CGFC varen passar a ser titularitat de la Generalitat el 2 de novembre següent. Transitòriament se'n va fer càrrec directament la Conselleria de Política Territorial i Obres Públiques, fins que el 5 de setembre de 1979 es va constituir l'empresa pública Ferrocarrils de la Generalitat de Catalunya (FGC).
En fer-se càrrec FGC de les instal·lacions, l'estació va viure tota una sèrie de modificacions, que bàsicament consistiren en la simplificació de l'esquema de vies. La darrera modificació es va fer l'any 2019, i ha consistit en un petit canvi de traçat de l'accés a l'apartador d'ICL Iberia (l'antic apartador de MPS, empresa que va passar a mans estatals el 1982 i al grup ICL el 1998), en el marc de les obres de l'anomenat Projecte Phoenix, que l'empresa ICL Iberia va presentar l'any 2011.

## Instal·lacions

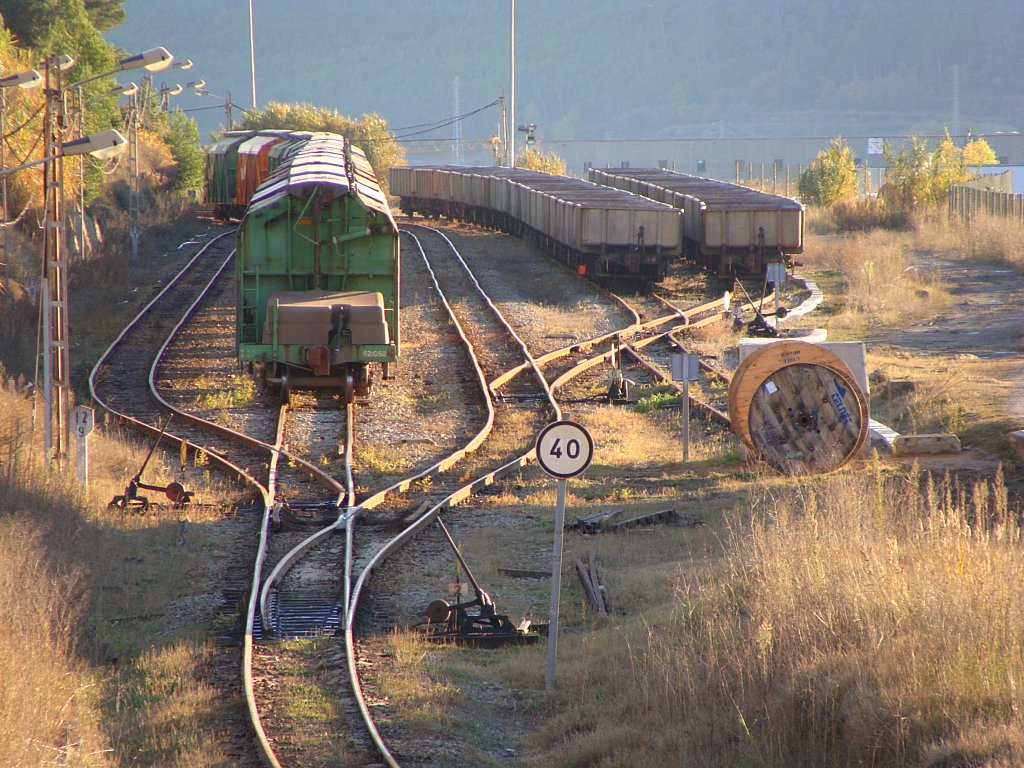
Vista general de l'estació des del costat de l'apartador d'ICL.

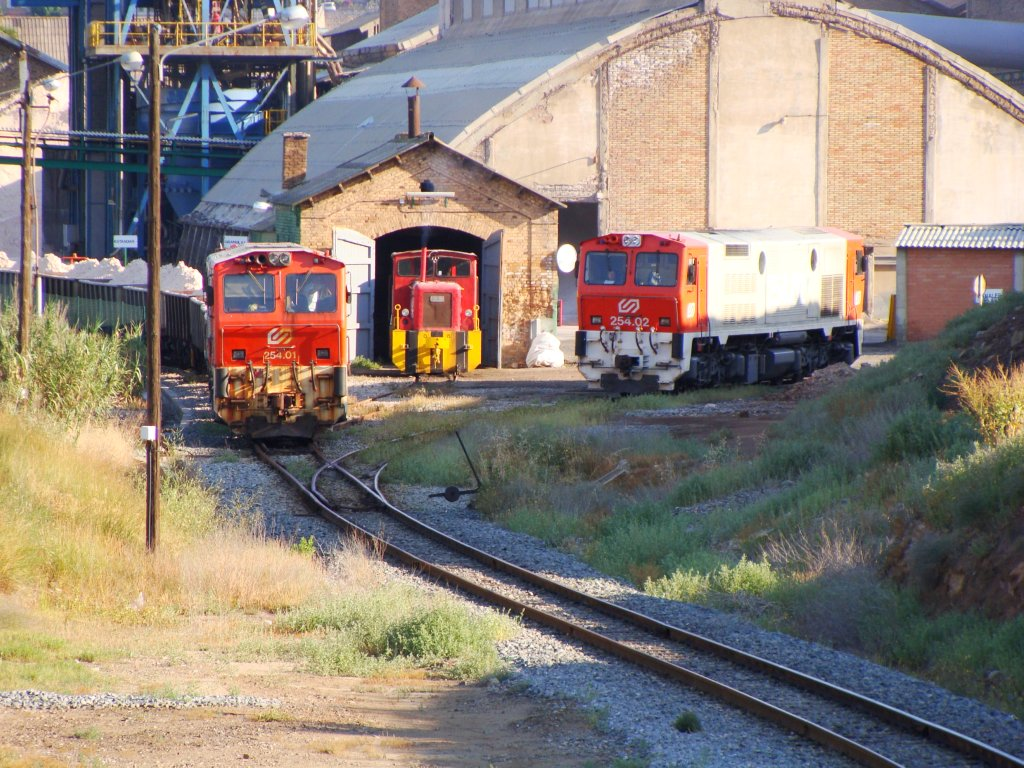
L'apartador d'ICL, amb la via de la sal a l'esquerra, l'antic tractor MSM al centre, i les vies de la potassa a la dreta.

L'estació de Súria es troba, oficialment, al punt quilomètric 12+900 de la línia de Manresa a Súria, tot i que el seu àmbit s'estén des del senyal d'entrada (quilòmetre 12+270) fins al final de la línia al quilòmetre 13+000.
Originalment, l'estació disposava de quatre vies passants, amb longituds que anaven entre els 205 i els 304 metres, més dues vies mortes paral·leles a questes i altres dues vies mortes pel costat nord. Hi havia tres edificacions: l'edifici de l'estació, el dels lavabos i un moll de càrrega parcialment cobert. Dels tres, l'únic que encara es conserva és l'edifici de l'estació, que és de dues plantes tot i que, per la diferència d'alçada del terreny, pel costat de la via només hi ha una planta. Antigament, a la planta inferior hi havia dues vivendes, i a la superior una vivenda, la sala d'espera i el despatx del cap d'estació. Actualment només es fa servir la planta superior com a oficines y dependències pel servei dels ferroviaris.
L'estació disposa ara de quatre vies passants, amb longituds útils entre els 217 i els 383 metres, més dues vies mortes pel costat oest, de 31 i 128 metres útils. Hi ha vuit canvis d'agulles d'accionament manual.

### Apartador d'UEE
L'apartador d'UEE començava a la mateixa estació, a una de les vies mortes del costat oest i en direcció sud, on una via ja de propietat particular es bifurcava en altres quatre vies mortes, dues a cada banda de l'edifici de l'estació del cable aeri. Una d'aquestes vies disposava d'una bàscula. Pel moviment dels vagons dins del seu apartador, i entre aquest i l'estació, UEE disposava de diversos tractors dièsel de dos eixos, almenys un fabricat per l'empresa alemanya Rhurtaler i probablement un o dos fabricats per Metalúrgica de San Martín (MSM), de Barcelona.

### Apartador de MPS/ICL
Aquest apartador comença al quilòmetre 13+000 de la línia de Manresa a Súria, on acaba aquesta, i té una longitud total de 690 metres.
Té una disposició de vies que no ha canviat al llarg de tota la història. Poc després de començar, la vía d'entrada a l'apartador es bifurca en quatre: una situada a l'est, una al centre i dues a l'oest. Gairebé sempre, la via situada a l'est s'ha utilitzat per la càrrega de sal, la central per maniobres i estacionament de locomotores, i les dues situades a l'est per la càrrega de la potassa. Amb els anys, es va reduir la longitud de la via central (ara fa 6 metres), i s'hi va construir un petit edifici per guardar els tractors de maniobres. Actualment, la via del costat est (amb una longitud de 176 metres útils) es troba fora de servei, i s'han modificat les dues de l'oest, amb les noves instal·lacions de càrrega de potassa i sal vacuum construïdes per ICL en el marc del Projecte Phoenix. Aquestes dues vies tenen una longitud útil de 653 metres.
MPS va disposar de diversos vehicles motrius propis pel moviment dels vagons dins de les seves instal·lacions: dues petites locomotores de vapor (totes dues amb rodatge 020T, construïdes per Orenstein & Koppel el 1909 i per Henschel el 1922) i dos tractors dièsel (un de tres eixos construït per Plymouth el 1953, i un altre construït el 1961 per la barcelonina Metalúrgica de San Martín el 1961). Actualment, l'empresa disposa de dos tractors bivials del tipus LOK 13.220 construïts per l'empresa italiana Zephir.

## Operacions

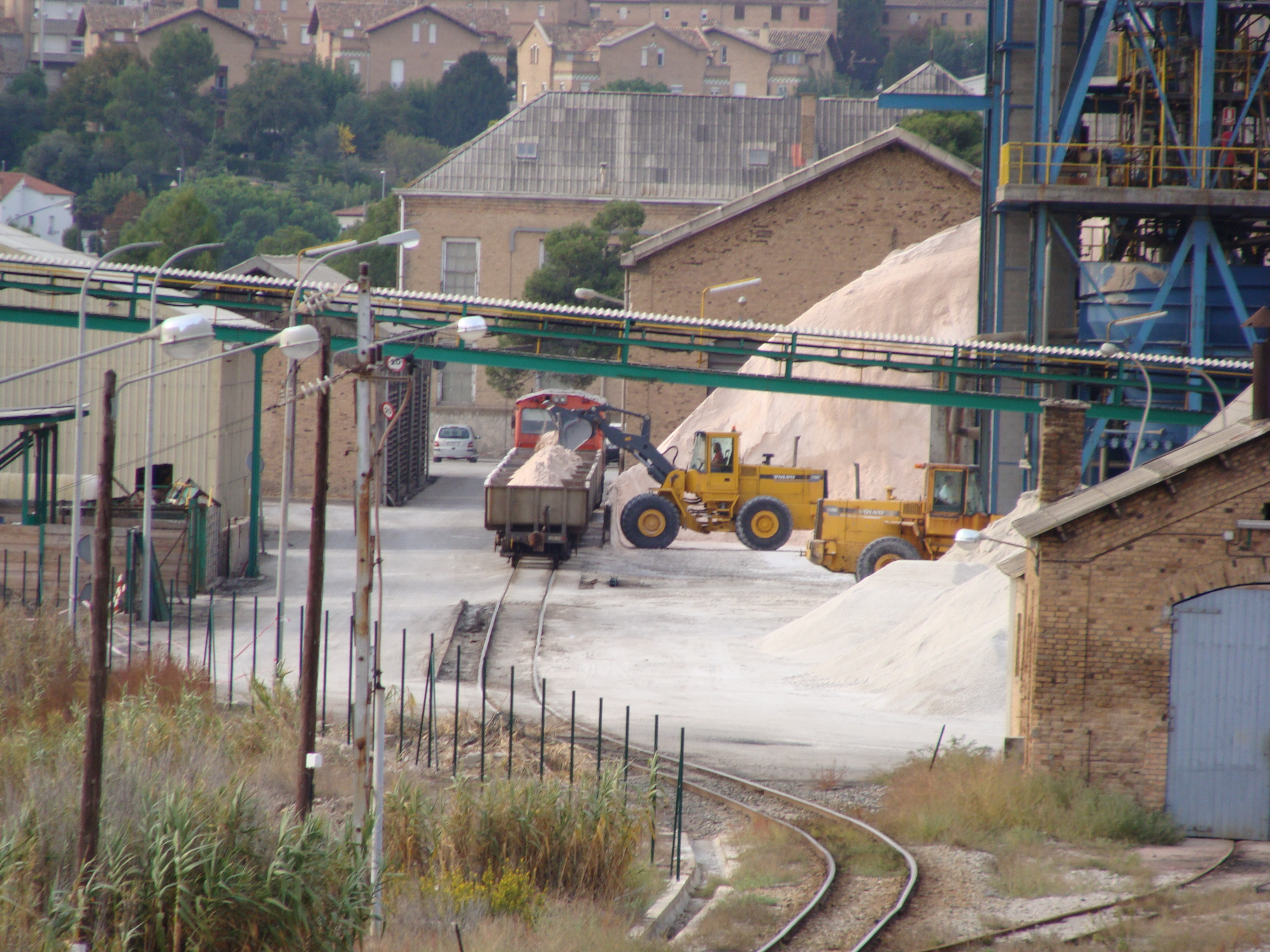
Càrrega d'un tren de sal a l'apartador d'ICL.

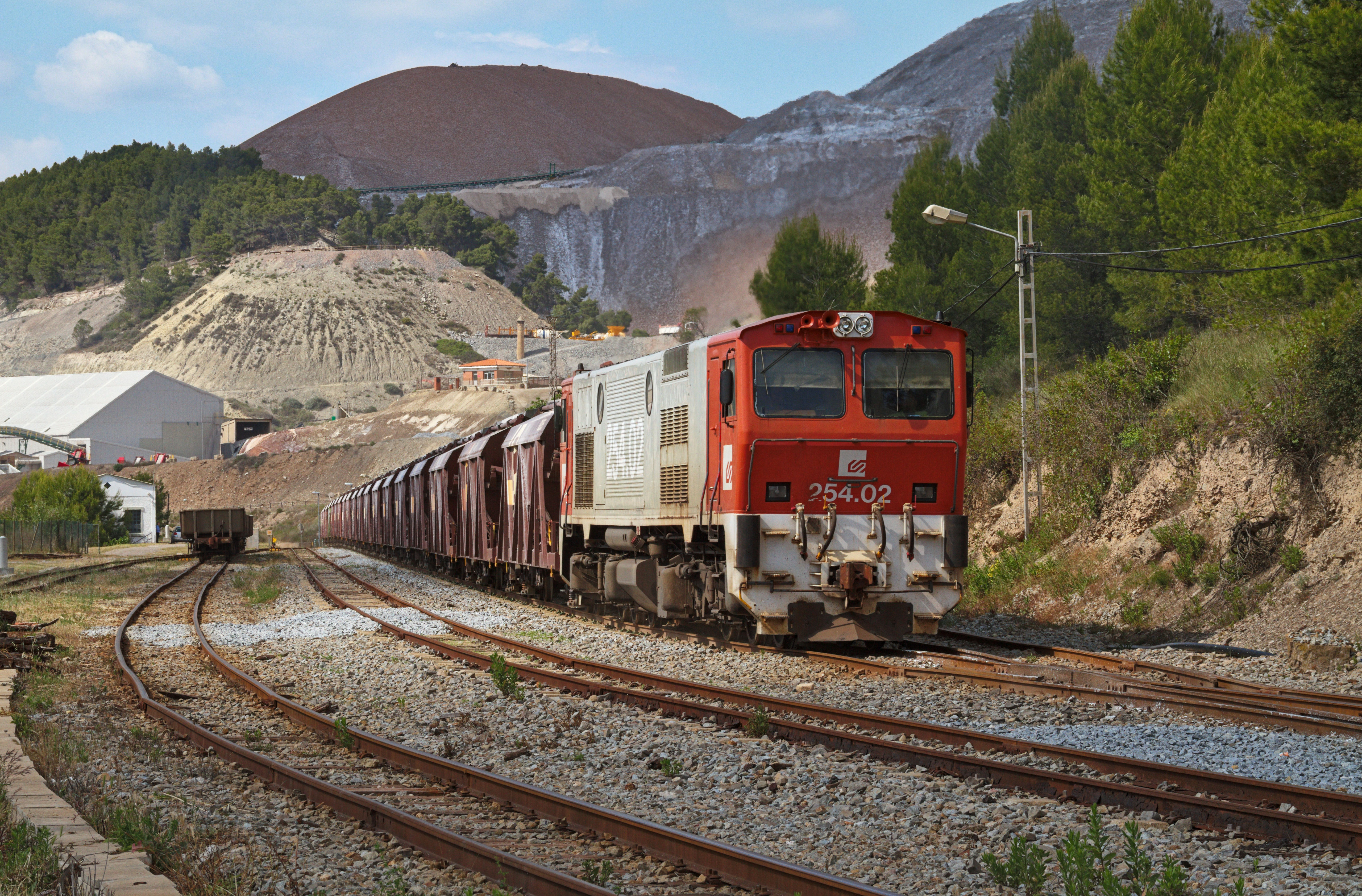
Un tren de potassa a l'estació, preparat per sortir.

Antigament, a l'estació es carregaven trens de sal i potassa i es transportaven altres mercaderies, com ara salmorres i combustibles. Aquests trens eren remolcats per locomotores de vapor, i posteriorment dièsel de la sèrie 700/1000, a partir dels anys cinquanta. Un cop arribats a l'estació, els trens es fraccionaven per tal que les locomotores de maniobres, fossin de la CGFC o de les empreses mineres, moguessin els vagons cap els apartadors de càrrega. Un cop carregats es tornaven a l'estació, per formar els trens que anaven a les diferents estacions de la xarxa, ja fos a l'estació de Manresa-Riu, per transbordar els productes als trens de via ampla de la companyia del Norte, o a les diferents terminals de descàrrega de la CGFC a l'Apartador d'Ares, la fàbrica de Solvay a Martorell o l'estació del port de Barcelona. El mineral es transportava en petits vagons de dos eixos, amb caixa de fusta o metàl·lica.
En l'època d'FGC el trànsit es va restringir a la càrrega de sal i potassa, fent servir a partir de l'any 1991 els nous vagons de les sèries 62.000 per la potassa i 63.000 per la sal, remolcats per les locomotores de la sèrie 254.
Els trens de sal, que van circular per darrer cop el 30 de juny de 2017, arribaven buits a l'estació i allà la pròpia locomotora 254 feia les maniobres per baixar-los, en tres o quatre vegades, fins a l'apartador de MPS/ICL, on eren carregats amb una pala carregadora. Un cop carregats, la locomotora tornava els talls de vagons a l'estació i, finalitzada l'operació, formava de nou el tren per baixar-lo a la fàbrica de Solvay a Martorell. En els millors moments es carregaven tres trens diaris, de dilluns a divendres.
Pel que fa als trens de potassa, arribaven també buits a l'estació i allà la locomotora 254 feia la maniobra d'inversió de sentit i els empenyia fins a la via de càrrega de l'apartador de MPS/ICL. A l'altre via es trobava el tren carregat, a on s'acoblava la locomotora per iniciar el viatge. El tractor de l'apartador s'encarregava de passar els vagons d'una via a l'altre de l'apartador un cop estaven carregats. Aquesta càrrega es fa per gravetat. La operativa ha canviat recentment, doncs ara un dels dos tractors Zephir d'ICL s'encarrega de maniobrar des de l'apartador fins a l'estació els vagons carregats, i a l'inrevés amb els buits, de manera que la locomotora 254 arriba a l'estació amb el tren buit i només ha de canviar de via per acoblar-se als vagons carregats i tornar a sortir. Actualment, es carregen fins a tres trens diaris.
És previst que els propers anys augmentin considerablement els moviments en aquesta estació, doncs es transportará més potassa i començarà un nou servei pel transport de sal vacuum, com a conseqüència del Projecte Phoenix. Si s'acompleixen els plans, circularan fins a set trens diaris de dilluns a diumenge.